# Concours Eurovision
Concours Eurovision was de Zwitserse voorronde van het Eurovisiesongfestival. De wedstrijd werd van 1956 tot 1993 georganiseerd, enkel in 1958, 1962 en 1971 werd de Zwitserse kandidaat rechtstreeks aangeduid.
De voorronde was behoorlijk succesvol met 23 top 10-noteringen (2 overwinningen), toch werd vanaf 1994 gekozen voor een interne selectie, wat niet bepaald een succes was, in 1998 koos men weer voor een open selectie maar dat werd een belabberde Zéro points. Daarom besloot men om Concours Eurovision nieuw leven in te blazen in 2000, maar men kon de glorie van vroeger niet meer herbeleven en na een nieuwe mislukking in 2002 werd in 2004 weer voor een ander format gekozen wat een nog erger resultaat opleverde met een laatste plaats en 0 punten op 36 kandidaten.
Lys Assia en Peter, Sue & Marc wonnen elk het festival 3 keer. Lys won een keer en Peter, Sue en Marc behaalden twee keer de 4de plaats. Beide kandidaten mochten ook één keer aantreden voor Zwitserland in het jaar dat Concours Eurovision niet georganiseerd werd, respectievelijk in 1958 en 1971. Peter, Sue & Marc ondernamen in 1973, 1974 en 1975 ook een poging om het festival op hun naam te schrijven.
Anita Traversi won het ook tweemaal en deed nog 4 verwoede pogingen op een overwinning.
In 1960 probeerde de Belg Fud Leclerc het ook in Zwitserland, hij won niet maar mocht datzelfde jaar wel voor de 3de keer zijn vaderland vertegenwoordigen.
Na 7 opeenvolgende mislukte pogingen gaf zanger Jo Roland er in 1964 eindelijk de brui aan.
In 1969 nam Tereza Kesovija deel, zij had al eens Monaco vertegenwoordigd en zou enkele jaren later Joegoslavië vertegenwoordigen.
Veel winnaars namen meermaals deel, al was het niet altijd even succesvol. Onder hen waren Arlette Zola, Daniela Simmons, Henri Dès, Mariella Farré en Veronique Müller.

## Deelnemers
| Jaar | Liedje                            | Artiest                         | Taal         | Plaats |
| ---- | --------------------------------- | ------------------------------- | ------------ | ------ |
| 2002 | Dans le jardin de mon âme         | Francine Jordi                  | Frans        | 20ste  |
| 2000 | La vita cos'e                     | Jane Bogaert                    | Italiaans    | 20ste  |
| 1993 | Moi, tout simplement              | Annie Cotton                    | Frans        | 3de    |
| 1992 | Mister Music Man                  | Daisy Auvray                    | Frans        | 15de   |
| 1991 | Canzone per te                    | Sandra Simo                     | Italiaans    | 5de    |
| 1990 | Musik klingt in die Welt hinaus   | Egon Egemann                    | Duits        | 11de   |
| 1989 | Viver senza tei                   | Furbaz                          | Reto-Romaans | 13de   |
| 1988 | Ne partez pas sans moi            | Céline Dion                     | Frans        | 1ste   |
| 1987 | Moitié, Moitié                    | Carol Rich                      | Frans        | 17de   |
| 1986 | Pas pour moi                      | Daniela Simmons                 | Frans        | 2de    |
| 1985 | Piano, Piano                      | Mariella Farré & Pino Gasparini | Duits        | 15de   |
| 1984 | Welche Farbe hat der Sonnenschein | Rainy Day                       | Duits        | 16de   |
| 1983 | Io cosi non ci sto                | Mariella Farré                  | Italiaans    | 15de   |
| 1982 | Amour on t'aime                   | Arlette Zola                    | Frans        | 3de    |
| 1981 | Io senza te                       | Peter, Sue & Marc               | Italiaans    | 4de    |
| 1980 | Cinéma                            | Paola                           | Frans        | 4de    |
| 1979 | Trödler & Co                      | Peter, Sue & Marc               | Duits        | 10de   |
| 1978 | Vivre                             | Carole Vinci                    | Frans        | 9de    |
| 1977 | Swiss Lady                        | Pepe Lienhard Band              | Duits        | 6de    |
| 1976 | Djambo, Djambo                    | Peter, Sue & Marc               | Engels       | 4de    |
| 1975 | Mikado                            | Simone Drexel                   | Duits        | 6de    |
| 1974 | Mein Ruf nach dir                 | Piera Martell                   | Duits        | 14de   |
| 1973 | Je vais me marier, Marie          | Patrick Juvet                   | Frans        | 12de   |
| 1972 | C'est la chanson de mon amour     | Véronique Müller                | Frans        | 8ste   |
| 1970 | Retour                            | Henri Dès                       | Frans        | 4de    |
| 1969 | Bonjour, bonjour                  | Paola                           | Duits        | 5de    |
| 1968 | Guardano il sole                  | Gianni Mascolo                  | Italiaans    | 13de   |
| 1967 | Quel coeur vas-tu briser?         | Geraldine                       | Frans        | 17de   |
| 1966 | Ne vois-tu pas                    | Madeleine Pascal                | Frans        | 6de    |
| 1965 | Non a jamais sans toi             | Yovanna                         | Frans        | 8ste   |
| 1964 | I miei pensieri                   | Anita Traversi                  | Italiaans    | 13de   |
| 1963 | T'en va pas                       | Esther Ofarim                   | Frans        | 2de    |
| 1961 | Nous aurons demain                | Franca di Rienzo                | Frans        | 3de    |
| 1960 | Cielo e terra                     | Anita Traversi                  | Italiaans    | 8ste   |
| 1959 | Irgendwoher                       | Christa Williams                | Duits        | 4de    |
| 1957 | L'enfant que j'étais              | Lys Assia                       | Frans        | 8ste   |
| 1956 | Refrain                           | Lys Assia                       | Frans        | 1ste   |
| 1956 | Das alte Karussel                 | Lys Assia                       | Duits        | ?      |